# 馬當路
马当路是中華人民共和國上海市黃浦區一條南北走向道路，全長1728米，北起金陵西路，南至徐家汇路與蒙自路相連。道路始建於清朝光绪二十四年(1898年)，當時道路命名為狼山路。光绪三十二年（1906年）以法国驻沪总领事之名更名為白莱尼蒙马浪路（Rue Brenier de Montmorand）。日軍接管上海法租界後，中華民国32年（汪精卫政权時期，1943年），以江西马垱更名為馬當路。沿途有一大会址·黄陂南路站、一大会址·新天地站、馬當路站、尚贤坊、張大千故居、大韓民國臨時政府舊址。